# Vektroid
Ramona Andra Langley (Washington, 19 de agosto de 1992) conocida bajo los nombres artísticos Vektroid y Macintosh Plus es una productora de música electrónica estadounidense de Portland, Oregon. Ha lanzado música bajo su nombre artístico principal Vektroid, aunque también ha usado otros como dstnt, Laserdisc Visions, New Dreams Ltd., Virtual Information Desk y  PrismCorp Virtual Enterprises. Langley ocupó un rol importante en el género vaporwave con el lanzamiento de su único álbum de estudio bajo el alias de Macintosh Plus, Floral Shoppe, en 2011. El álbum sería un referente dentro del vaporwave tanto musicalmente como gráficamente.

## Biografía
Langley nació en el estado de Washington el 19 de agosto de 1992. Comenzó a producir y lanzar música electrónica en 2005. Reside en el distrito de Hawthorne, Portland, Oregon. Langley es una mujer transgénero.
Ha lanzado música usando pseudónimos como Macintosh Plus, PrismCorp y Laserdisc Visions, entre otros. Afirma que ha hecho sobre 40 lanzamientos desde el 2005. Paolo Scarpa caracterizó la música de Langley como un "exposé del capitalismo tardío". James Parker notó su "virtualidad sensual" y su "nuevo e inconsciente cyber-pop". Escribiendo para Sputnikmusic, Adam Downer sostuvo que Floral Shoppe es un cambio hacia la belleza en una era que casi ha "alcanzado toda la gama de lo que los artistas y músicos pueden hacer".
Tiny Mix Tapes ubicó a Floral Shoppe y 札幌コンテンポラリー, lanzados por Langley bajo los pseudónimos Macintosh Plus y 情報デスクVIRTUAL, respectivamente, en su lista de 50 álbumes favoritos del 2012. La revista Fact sostuvo que Floral Shoppe es el álbum que define a Bandcamp, el servicio de streaming por el cual Vektroid lanza su música. El álbum es el más recomendado en la categoría de música experimental del sitio.
Dejó de lanzar música de manera regular en 2013, año en el que lanzó solamente dos álbumes, Home™ y ClearSkies™. Ambos aparecieron bajo el pseudónimo PrismCorp Virtual Enterprises en abril. En 2014, Langley lanzó su más reciente proyecto de vaporwave, Initiation Tape: Isle of Avalon Edition, una reedición de su lanzamiento initiation tape (part one), bajo New Dreams Ltd. En 2015, colaboró con el dúo de electrónica Magic Fades para producir un remix de la canción "Ecco" de su álbum debut, Push Through. En febrero de 2016 lanzó tres álbumes, Fuji Grid TV: EX, Shader Complete y Sleepline. Los primeros dos son reediciones de algunos de sus álbumes, mientras que el último fue producido en 2013 pero nunca lanzado posteriormente.
Bajo varios pseudónimos, jugó un importante rol en la creación del género de electrónica moderna vaporwave entre 2010 y 2013. Su uso exacerbado de net art en el vaporwave, ayudó a generar la nueva subcultura gótica.

## Discografía

### Álbumes de estudio
- From The Comfort Of Your Deathbed (2005) (como Vectorfray)
- Pentbüt (2005) (como Vectorfray)
- Omegalpha Disc One (2005) (como Vectorfray)
- Hexakosioihexekontahexaphobia (2007) (como Vktrfry)
- Shitaihokansho (2008) (como Vektordrum)
- I, Banished (2009, relanzado en 2010 como Geese: I, Banished Re-cut) (como Vektordrum)
- Capitose Windowpane (2009) (como Vektordrum)
- Discrét Night Signals (2010) (como Vektordrum)
- Trinity (2010) (como Vektordrum)
- iss2+2 (2010) (como dstnt)
- isÆ (2010) (como dstnt)
- Nsii (2010) (como dstnt)
- Starflight Iguana (2010)
- Polytravellers (2011)
- Polymind EP / Windows Safari / Sphinx Caverns Bundle (2011)
- Starcalc (2011)
- New Dreams Ltd. (2011) (como Laserdisc Visions)
- Initiation Tape - Part One (2011, relanzado en 2014 como Initiation Tape: Isle of Avalon Edition) (como New Dreams Ltd.)
- Black Horse / Midi Dungeon (2011) (como esc不在)
- Neo Cali (2011)
- Floral Shoppe (2011) (como Macintosh Plus)
- Planet Dudette (2011)
- Contemporary Sapporo (2012) (como Virtual Information Desk)
- Color Ocean Road (2012)
- Shader (2012, relanzado en 2016 como Shader Complete) (como Sacred Tapestry)
- Home™ / ClearSkies™ (2013) (como PrismCorp Virtual Enterprises)
- Dream Castle (2015) (como Tanning Salon)
- Sleepline (2016) (como New Dreams Ltd.)
- Big Danger (2016)
- RE•SET (2016)
- Midnight Run (con Siddiq) (2016) (como Vektroid)
- Eden (2016) (como New Dreams Ltd.)
- GDGA1 (2016) (como CTO & Ray Sherman)
- Telnet Complete (2017)
- Nextcentury (2017) (como Peace Forever Eternal)
- Seed & Synthetic Earth (2017) (como Vektroid)

### Álbumes remix
- Deciphered (And Re-Encrypted) (2009) (como Vektordrum)

### Álbumes de compilación
- Vektroid Texture Maps (2016)

### EP
- Ides (2005) (como Vectorfray)
- Bloodsample (2005) (como Vectorfray)
- The Wavefunction Collapse Session (2007) (como Vktrfry)
- Fraktalseq: Blossom (2009) (como Vektordrum)
- Hello Skypedals EP1 (2009) (como Vektordrum)
- Hello Skypedals EP2 (2009) (como Vektordrum)
- Isodmos (2010) (como dstnt)
- iss2 (2010) (como dstnt)
- ntdrv (2010) (como dstnt)
- Telnet Erotika (2010)
- Prism Genesis (2011, relanzado en 2016 como Fuji Grid TV EX por New Dreams Ltd.) (como Fuji Grid TV)
- Polymind (2011)
- NO TITLE (con Siddiq) (2016) (como PALACIO DEL RIO)
- Fuji Grid Tv II: EMX (2022) (como New Dreams Ltd.)

### Sencillos
- For OCRemix's Evaluation (2005) (como Vectorfray)
- NolemN Single (2005) (como Vectorfray)
- He Wanted to Read the Mind of God (2010)
- Enemy (feat. Moon Mirror) (2013)
- Sick & Panic (2019) (como Macintosh Plus)